# Embraer C-390 Millennium
C-390 Millenium — бразильський реактивний двомоторний військово-транспортний літак середньої дальності.

C-390 призначений для транспортування вантажу та війська, медичної евакуації, пошуково-рятувальних операцій, дозаправки в повітрі (винищувачі та вертольоти), та повітряного пожежогасіння.

## Історія
Робота над літаком розпочалася 2006 року для ВПС Бразилії на заміну транспортників C-130 Геркулес.

Свій перший політ C-390 здійснив 3 лютого 2015 року.

4  вересня 2019 року перший серійний літак був переданий ВПС Бразилії.

18 листопада 2019 року під час Dubai Airshow компанія Embraer оголосила про назву літака для світового ринку — C-390 Millennium.

## Оператори
БразиліяПовітряні сили Бразилії – Замовлено 19 од. С-390, 6 доставлено.
 ПортугаліяПовітряні сили Португалії – Замовлено 5 од. C-390 в 2019 році для заміни своїх C-130. Перший літак був доставлений в 2022 році.
 УгорщинаПовітряні сили Угорщини – Замовлено 2 од. С-390 в 2020 році.
 НідерландиКоролівські повітряні сили Нідерландів - Обрано C-390 у 2022 році, які будуть замовлені на заміну своїх C-130H, поставки очікується у 2026 році.
 АвстріяВійськово-повітряні сили Австрії – Замовлено 4 од. С-390 в 2023 році для заміни застарілих C-130K, постачання очікується в 2026 році.

## Галерея

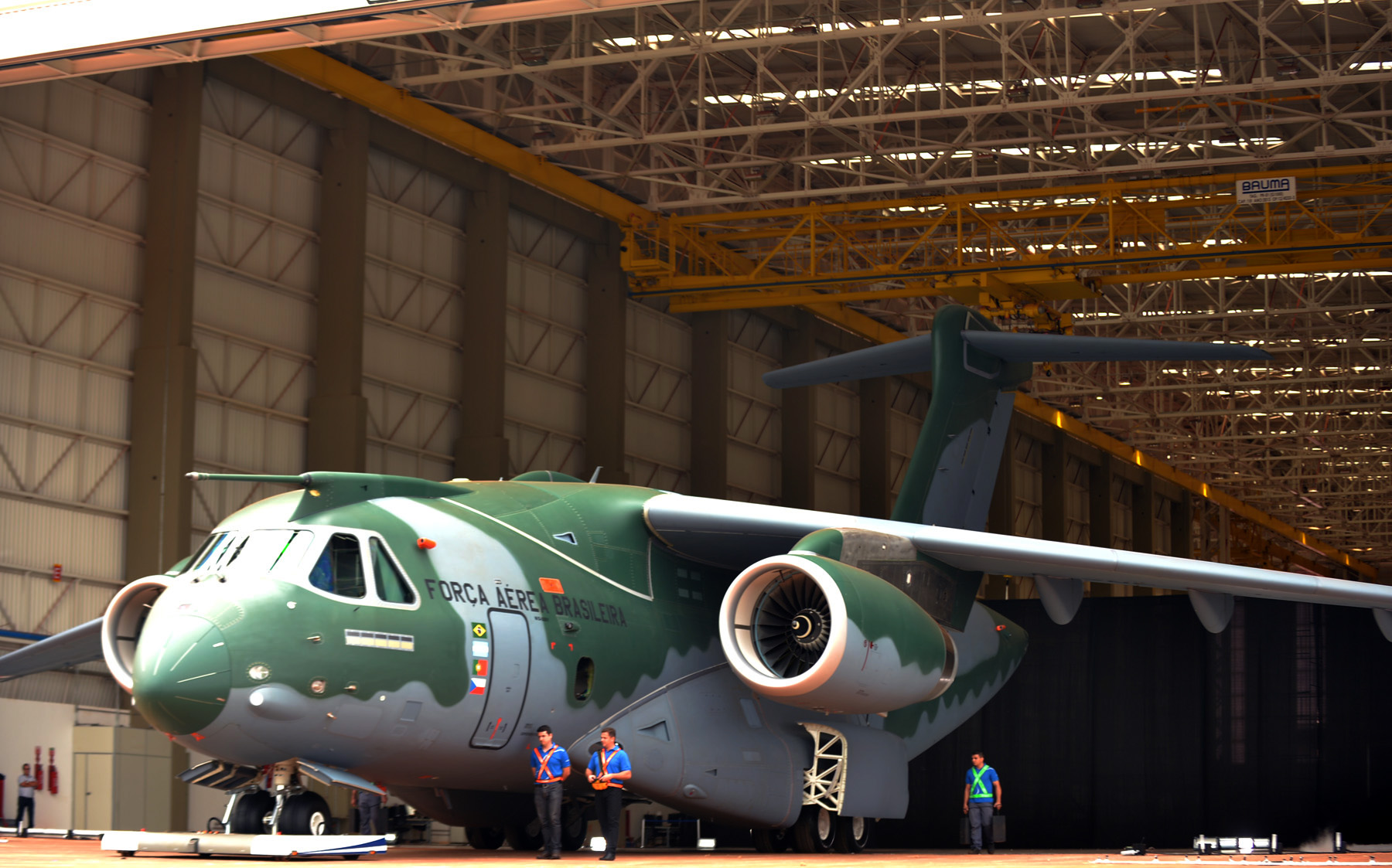
C-390 Millenium, 2014 р.
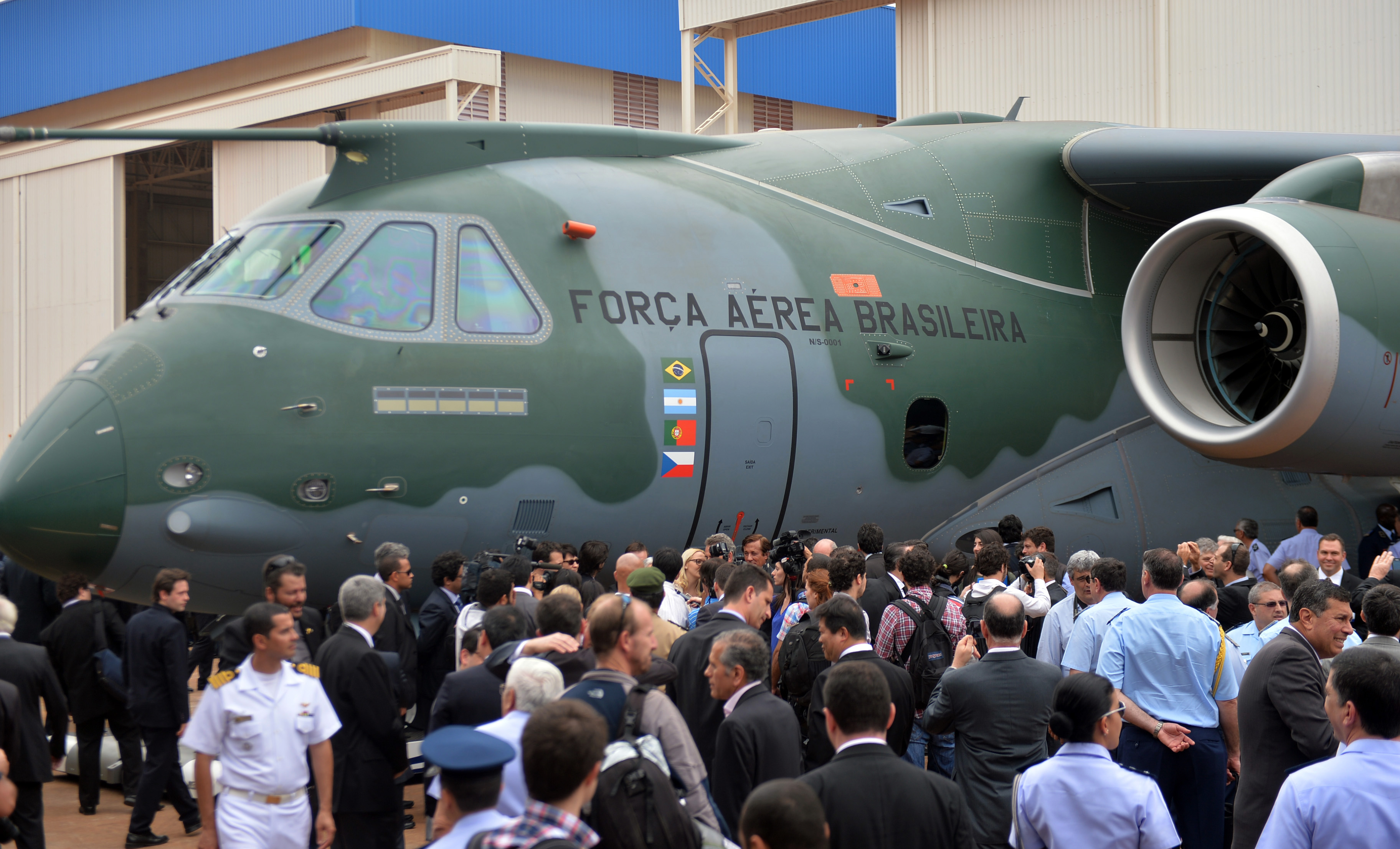
C-390 Millenium, 2014 р.
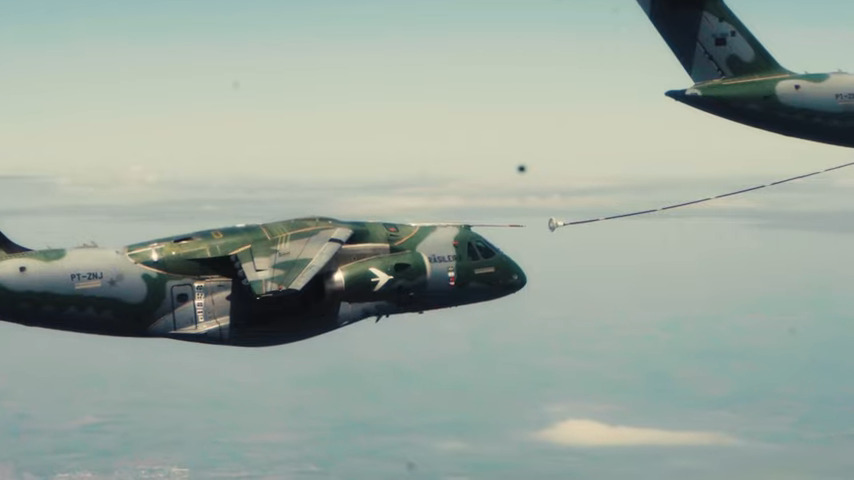
C-390 Millenium, 2021 р.
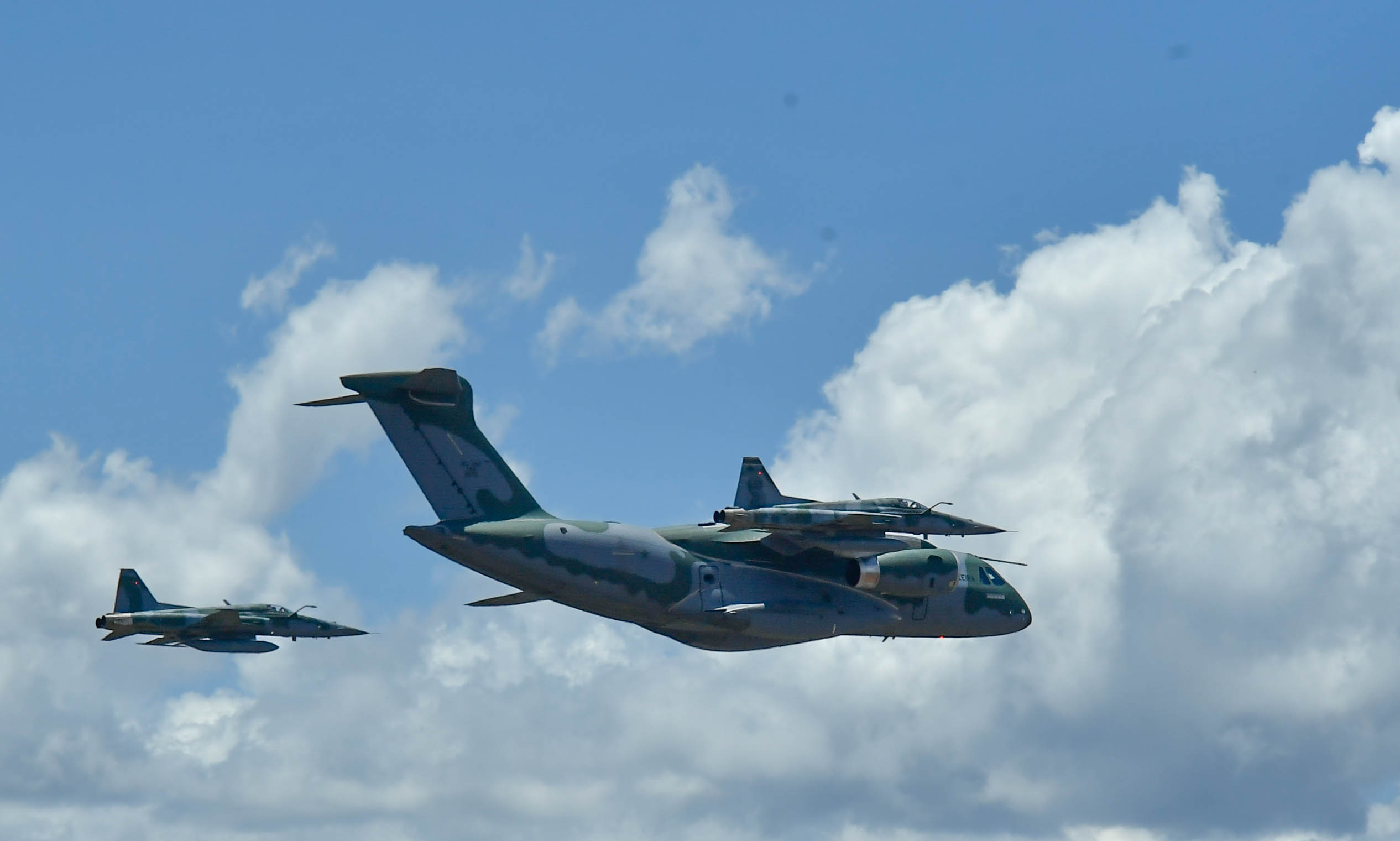
C-390 Millenium, 2022 р.